# Estudos da performance
Estudos da Performance surgem como um campo de estudos acadêmicos a partir da década de 1970. Campo de estudos interdisciplinar que abarca uma grande variedade de conceitos que foram sendo integrados pelas Ciências Sociais, Antropologia, Drama, Linguística, Filosofia, Estudos Culturais, Literatura Comparada, Dança, Música e Arte. Os estudos da Performance envolvem desde o estudo de formas mais estruturadas de arte, até aspectos da vida cotidiana, inicialmente estudados pela antropologia cultural e pela sociologia.
Richard Schechner, diretor de teatro que virou antropólogo e Victor Turner, assim como Franz Boas, Clifford Geertz, Michael Taussig são alguns dos importantes pesquisadores internacionais que deram início aos Estudos da Performance. 

## Caminhos e conceitos
“Todo o mundo é um palco”, na perspectiva colocada por Shakespeare, compreende o mundo como a realização de distintos eventos ou atos, já que o ser humano está sempre vivendo seus papéis e seus rituais. Os Estudos da Performance, mais que serem a análise de uma representação teatral formal, no sentido do teatro tradicional, transcende os palcos e analisa o  homem em suas várias formas de interpretação, como ser humano e ou artista, utilizando os conceitos apresentados por todas as ciências. 
Como campo interdisciplinar, os Estudos da Performance não possuem e não procuram um corpus teórico único. Performance é na verdade um intercampo. A linha antropológica-teatral surge inicialmente a partir da colaboração do diretor e antropólogo Richard Schechner com o antropólogo Victor Turner. Esta rota enfatiza a definição de performance como um encontro entre as questões do teatro e da antropologia e frequentemente enfatiza a importância de investigação dos atos interculturais, como uma alternativa a análise apenas do teatro ou ao trabalho de campo tradicional da antropologia. 
Não deve ser ignorado o fato de que seus fundadores tiveram participação ativa nos experimentos da vanguarda artística e teatral da década de 1960 em Nova York. Os Estudos da Performance possuem uma longa e complexa relação também com a prática das artes da performance nas artes visuais, no sentido da apresentação de arte viva, não para ser exposta, mas para ser realizada em ato. Entretanto os Estudos da Performance não devem ser confundidos com os estudos de determinadas formas de performances relacionadas ao conceito de desempenho

## Diferentes perspectivas nos Estudos da Performance
O etnólogo Dwight Conquergood (1949-2004) desenvolve uma outra perspectiva com a etnografia da performance. Esta se centra na natureza política desta prática e advoga um  dialogismo metodológico que se concentra no encontro das práticas de registro do ato performático. Seus estudos abordaram as gangues de Chicago, os refugiados da Tailândia, os campos de refugiados palestinos e os corredores da morte das prisões dos Estados Unidos.
O diretor, dramaturgo e crítico Bryan Reynolds (1965) desenvolve uma combinação de teoria da performance e dos métodos críticos conhecidos como performance  transversal (Performing Transversally). Esta traz a análise histórica no encontro de uma série de outros campos e conceitos que vão da semiótica social à neurociência cognitiva, o que expande o campo dos estudos da performance como disciplina interdisciplinar, utilizando os trabalhos de Kristeva, Erving Goffman, Artaud, Hebert Blau.
Outros cientistas se aproximam da área dos Estudos da Performance, como os filósofos J.L. Austin e Judith Butler, os críticos literários Eve Kosofsky Sedgwick e Shoshana Felman. Os Estudos da Performance incorporam teorias do drama, da dança, da arte,  da antropologia, da filosofia, dos estudos culturais, da sociologia, da neurociência e da literatura comparada, estando aberta a todas as perspectivas.
A pesquisadora e professora de artes cênicas brasileira Dodi Leal aproximou os estudos da performance das transgeneridades no país em sua tese de doutorado em Psicologia Social no Instituto de Psicologia da Universidade de São Paulo, em 2018, sob a perspectiva da performatividade transgênera. Neste escopo estão relacionados os trabalhos de desobediências de gênero nas artes cênicas e na música, abrangendo as obras de artistas trans como Renata Carvalho, Linn da Quebrada, Liniker, Marina Mathey e de pensadores trans como Paul B. Preciado.

## Programas em universidades de língua inglesa
Na Universidade de Nova York existe o programa que praticamente iniciou e desenvolveu os Estudos da Performance. Fundamenta-se inicialmente a partir das definições das novas formas de prática teatral da vanguarda teatral dos anos 1960 e dos conceitos da antropologia cultural, que procurava entender o homem na sociedade industrial contemporânea.
A Universidade de Northwestern, nas cercanias de Chicago, também na mesma perspectiva interdisciplinar, transita na perspectiva da tradição literária de análise do discurso e da apresentação para uma abordagem do fenômeno como presentação estética e semiótica que vai além da interpretação apenas oral.
Uma recente geração de pesquisadores se forma com os seguintes nomes: Patrick Anderson (UCSD), Robin Bernstein (Harvard), Henry Bial (Kansas), Brandi Catanese (Berkeley), Shannon Steen (Berkeley), Renee Alexander Craft (UNC), Craig Gingrich-Philbrook (Southern Illinois), Suk-Young Kim (UCSB), Branislav Jacovljevic (Stanford), Jisha Menon (Stanford), Jill Lane (NYU), Tavia Nyongo (NYU), Eng-Beng Lim (Brown), Patricia Ybarra (Brown), Paige McGinley (Yale),  Jennifer Parker-Starbuck (Roehampton),  Harvey Young (Northwestern), Ramon Rivera-Servera (Northwestern),  Alexandra Vasquez (Princeton), Shane Vogel (Indiana), Maurya Wickstrom (CUNY).
No Reino Unido temos o Centre for Performance Research no País de Gales, Aberystwyth. Na Índia o Centro de Pesquisa da Performance e Estudos Culturais da Ásia do Sul (Centre for Performance Research and Cultural Studies in South Asia - cpracsis) que procura redefinir as metodologias dos estudos culturais em base nas nuances dos Estudos da Performance. Na Austrália, a Universidade de Sydney, a Victoria University e a Queensland University of Technology.

## Pós Graduação e Centros de Estudo
Brasil
- Núcleo de Estudos das Performances Afro Ameríndias - Nepaa (Unirio). Zeca Ligiéro, Denise Zenicola, Juliana Manhães.
- Programa de Mestrado e Doutorado em Performances Culturais - Interdisciplinar - Universidade Federal de Goiás - Brasil.
- Armindo Jorge de Carvalho Bião (UFBA), membro do Laboratoire d'Ethnoscénologie/ Maison des Sciences de l'Homme Paris Nord (2000), UFBA, Etnocenologia.
- João Gabriel Teixeira (UNB) - Núcleo Transdiciplinar de Estudos sobre a Performance (Transe)
- José Luiz Ligiero Coelho (UNIRIO)  Estudo de Performance, Discursos do Corpo e da Imagem.
- Regina Pólo Müller (IA/Unicamp) e John Cowart Dawsey (USP) NAPEDRA | Núcleo de Antropologia, Performance e Drama Universidade de São Paulo
- Rede de Pesquisa em Performances Culturais (UFG) Heloisa Capel, Eduardo Reinato, Robson Camargo
- Grupo de Pesquisa PEDAGOGIA DA PERFORMANCE: visualidades da cena e tecnologias críticas do corpo (UFSB) - Conselho Nacional de Desenvolvimento Científico e Tecnológico - CNPq, Dodi Leal (UFSB) - líder, André Rosa (UEM), Ileana Diègues Caballero (Universidad Autónoma Metropolitana Cuajimalpa / México), Pêdra Costa (Akademie der Bildenden Künste Wien / Áustria)[2]

Portugal
- Pós-Graduação em Estudos da Performance - Instituto Universitário de Lisboa - ISCTE-IUL,
- Ritual e Performance Blog

## Encontros
Em 2010 foi realizado em São Paulo o Encontro Nacional de Antropologia e Performance, na Universidade de São Paulo, organizado pelo Prof. Dr. John Cowart Dawsey USP e pela Profª Drª Regina Polo Muller UNICAMP. Este encontro reuniu vários dos estudiosos deste campo no Brasil e em Portugal: Paulo Raposo do Instituto Universitário de Lisboa [ISCTE]; Esther Jean Langdon da Universidade Federal de Santa Catarina; João Gabriel Lima Cruz Teixeira da Universidade de Brasília; Armindo Bião da Universidade Federal da Bahia; Zeca Ligiéro (José Luiz Ligiéro Coelho) da Universidade do Estado do Rio de Janeiro e Robson Corrêa de Camargo da Universidade Federal de Goiás.
Em setembro de 2011 realizou-se o EIAP - Encontro Internacional de Antropologia e Performance, organizado pelo NAPEDRA (Núcleo de Antropologia, Performance e Drama) da Universidade de São Paulo - Brasil.  Este encontro internacional teve a presença de Guillermo Gómez-Peña (La Pocha Nostra), Diana Taylor (New York University), Richard Bauman (Indiana University), Jean-Marie Pradier (Université de Paris 8), Beverly Stoeltje (Indiana University), Johannes Sjoberg (University of Manchester).
- Encontro Nacional de Antropologia e Performance, na Universidade de São Paulo 2010
- Programação Encontro Internacional de Antropologia e Performance 2011
- I SIMPÓSIO INTERNACIONAL DE PESQUISA INTERDISCIPLINAR: Performances Culturais 2010 UFG. Stanley Gontarski (Flórida State) e Charru Sharma (University of Delhi)
- II SIMPÓSIO INTERNACIONAL DE PESQUISA INTERDISCIPLINAR: Performances Culturais 2012 UFG. Paola Marin e Gastón Alzate (CALSTATE - Revista Karpa)
- III SIMPÓSIO INTERNACIONAL DE PESQUISA INTERDISCIPLINAR: Performances Culturais 2013 UFG. Richard Bauman e Beverly Stoeltje (Universidade de Indiana)